# Batalla de Argentovaria
La batalla de Argentovaria o Argentaria (378) fue un enfrentamiento militar librado entre el Imperio romano de Occidente y una hueste invasora de los lentienses. Acabó en una completa victoria romana y el pueblo vencido desapareció de la historia.

## Antecedentes
A finales de 364 los alamanes negociaron la paz con el emperador occidental Valentiniano I. En enero de 365 volvieron a hacer sus incursiones. El emperador debe marchar contra el usurpador Procopio, mientras el nuevo magister equitum Flavio Jovino era encargado de vencer a los bárbaros. En enero de 366 tres grandes contingentes de alamanes cruzan el Rin pero Jovino logra dispersar a uno en marzo en Scarponna (Dieulouard). Un mes después, vence al segundo cuerpo y el último y principal lo enfrenta en Catelauni (Châlons-en-Champagne). Los alamanes debían ser 20 000 guerreros, quedando muertos 6000 y heridos 4000 frente a 1200 romanos caídos. El general es nombrado cónsul en 367 en premio a sus victorias. A fines de ese año los alamanes saquearon Mogontiacum y el emperador en persona, acompañado de su hijo mayor, marchó en persona y les venció en Solicinium en 368. Entre 369 y 370 animó a los burgundios a que atacaran a los alamanes. En 372 los alamanes vuelven a incursionar sin éxito y en 374 su rey, Macriano, se rindió. En 375 vence a los sármatas en la frontera de Panonia y estaba preparando una campaña contra los cuados que la cancela su muerte. Al morir el emperador y ser sucedido por su hijo, Graciano el Joven, la frontera estaba en paz pero la situación cambió un año después.
Tras ser vencidos por los hunos, los tervingios solicitaron permiso al emperador Valente de Oriente, tío de Graciano, para cruzar el Danubio como refugiados. Pronto el número de migrantes fue demasiado alto para las capacidades de las autoridades romanas locales y los germanos empezaron a sufrir hambre. Fueron enviados a Marcianópolis, donde las autoridades les prometieron darles comida, pero viendo su número y rabia, el gobernador Lupicino decidió dejarlos sin mando. Organizó una cena en la ciudad y asesino al jefe Alavivo, el otro caudillo germano, Fritigerno, logró escapar. Los germanos se sublevaron y pronto se hicieron con Tracia aprovechando que Graciano estaba luchando con los alamanes y Valente con los sasánidas.
Pronto más tribus empiezan a tentarse con cruzar el Danubio ante esta situación. Valente debe negociar la paz con los sasánidas y le pide ayuda a su sobrino. Tras la llegada de nuevos grupos de invasores y las derrotas de sus lugartenientes, ambos emperadores deciden que la única forma de pacificar la frontera es interviniendo personalmente con sus principales ejércitos. Por entonces, es probable que Graciano contara con un ejército de operaciones similar al de su tío, 15 000 a 20 000 efectivos.

## Batalla
Mientras su tío dejaba Armenia, Graciano se preparaba para dejar las bases de la Galia y marchar al este. En el invierno de 377-378 un centinela alamán del ejército romano en el Rin fue de permiso a su hogar y ahí le informó a los suyos que el emperador estaba debilitando las defensas fronterizas. Esto llevó a que en febrero de 378 los lentienses, tribu alamana que vivía en la frontera con Recia, lanzaron una serie de razias fácilmente rechazadas por tropas auxiliares, pero que les confirmaron la debilidad romana. Graciano debió hacer volver a las tropas que ya había enviado al Este, organizar al ejército que tenía en la Galia y pedir ayuda a los francos.
Según Amiano Marcelino, los invasores eran 40 000 aunque por razones políticas también incluyó la cifra de 70 000 que decían las autoridades. El autor no es del todo fiable, por ejemplo, sostiene que en Estrasburgo (357) lucharon 35 000 alamanes y 6000 mueren en combate, más una cifra desconocida ahogados en el Rin, pero autores modernos rebajan la cifra a 20 000 o 25 000. Se ha estimado que la población alamana era de 50 000 a 100 000 personas, de las que un quinto eran hombres adultos.
Dejó las fuerzas en la Galia a cargo del general Nanieno, al que se le unió el jefe franco Mallobaudes. Este último pronto empezó a presionar por buscar una batalla decisiva, que se dio en Argentaria, ciudad de los tríbocos. Primeramente ambos bandos intercambiaron una lluvia de jabalinas y flechas que dejaron muchos muertos y heridos. Los romanos se retiraron del campo abierto a una zona boscosa ante la superioridad numérica de los bárbaros. Los germanos les siguieron y fueron masacrados.

## Consecuencias
Graciano decidió cruzar el Rin y los lentienses huyeron a los bosques y montes con sus familias y posesiones. Tras feroces combates, el emperador decidió bloquear los caminos y matarlos por hambre. Finalmente, los lentienses se sometieron.
La ayuda de Graciano se retrasó por varios meses y las fuerzas para su tío deberían ser mucho menores a las inicialmente pensadas. Esto permitió la derrota y muerte de Valente a manos de Fritigerno en Adrianópolis ese 9 de agosto.